# Gabriel Figueroa Flores
Gabriel Figueroa Flores (Mèxic, 16 d'octubre de 1952) és un fotògraf mexicà.
Fill del camerògraf i director de fotografia Gabriel Figueroa Mateos, amb catorze anys va rebre la seva primera càmera fotogràfica, una Nikon F, apuntant-se a un taller d'aprenentatge a la seva escola. Entre 1970 i 1973 va estudiar Comunicació a la Universitat Iberoamericana de Mèxic, però després d'assistir a un taller de fotografia d'Ansel Adams va decidir dedicar-se professionalment a la fotografia. Per això entre 1974 i 1977 va estudiar un grau en Art i Fotografia en Londres. La seva formació la va completar amb cursos impartits per Manuel Álvarez Bravo, Arnold Newman i Eikoh Hosoe.
S'ha encarregat de mantenir i restaurar l'obra del seu pare. Ha publicat diversos llibres, entre els quals es troben Sinaloa de 1986, Archipiélago Revillagigedo. La Última Frontera de 1988, Arquitectura Fantástica Mexicana de 1991, Lugares prometidos de 2006 i Arenas Nómadas de 2012. Un dels seus temes fotogràfics significat són els paisatges, sobre els quals ha realitzat exposicions en diferents països.